# كارلوس روجرز
كارلوس روجرز (بالإنجليزية: Carlos Rogers)‏ (و. 1981  م) هو لاعب كرة قدم أمريكية، من الولايات المتحدة، ولد في أوغستا، جورجيا، يلعب كظهير خلفي ‏.

## التعليم
تعلم في جامعة أوبرن.

## روابط خارجية
- كارلوس روجرز على موقع إي إس بي إن.كوم (أن.أف.أل)3
- كارلوس روجرز على موقع مرجع كرة القدم المحترفة.كوم (الإنجليزية)